# Güéjar Sierra
Güéjar Sierra és un municipi situat al Nord-oest de Sierra Nevada, en el límit suroriental de la Vega de Granada (província de Granada). Aquesta localitat limita amb els municipis de Pinos Genil, Dúdar, Quéntar, La Peza, Lugros, Jerez del Marquesado, Trevélez, Capileira i Monachil.
Per ell passen el riu Genil i el Maitena.